# El Bilal Touré
El Bilal Touré (Adjamé, 2001. október 3. –) mali válogatott labdarúgó, a német Stuttgart csatárja kölcsönben az olasz Atalanta csapatától.

## Pályafutása

### Klubcsapatokban
Touré az elefántcsontparti Adjamé községben született. Az ifjúsági pályafutását az Ivoire Académie csapatában kezdte, majd a mali Afrique Football Élite akadémiájánál folytatta.
2020-ban mutatkozott be a francia első osztályban szereplő Reims felnőtt keretében. 2022. szeptember 1-jén hatéves szerződést kötött a spanyol első osztályban érdekelt Almería együttesével. Először a 2022. szeptember 12-ei, Osasuna ellen 1–0-ra elvesztett mérkőzés 60. percében, Dyego Sousa cseréjeként lépett pályára. Első gólját 2022. október 8-án, a Rayo Vallecano ellen hazai pályán 3–1-re megnyert találkozón szerezte meg. 2023. július 29-én az olasz Atalantához írt alá. 2024. május 22-én a német Bayer Leverkusen ellen megnyerte csapatával az Európa-ligát. A 2024–25-ös szezonban a német Stuttgartnál szerepelt kölcsönben.

### A válogatottban
Touré az U20-as és az U23-as korosztályú válogatottakban is képviselte Malit.
2020-ban debütált a felnőtt válogatottban. Először a 2020. október 9-ei, Ghána ellen 3–0-ra megnyert barátságos mérkőzésen lépett pályára és egyben megszerezte első válogatott gólját is.

## Statisztikák
2024. június 2. szerint
| Klub     | Szezon   | Osztály  | Bajnokság | Bajnokság | Kupa és Ligakupa | Kupa és Ligakupa | Nemzetközi | Nemzetközi | Összesen | Összesen |
| Klub     | Szezon   | Osztály  | Meccs     | Gól       | Meccs            | Gól              | Meccs      | Gól        | Meccs    | Gól      |
| -------- | -------- | -------- | --------- | --------- | ---------------- | ---------------- | ---------- | ---------- | -------- | -------- |
| Reims    | 2019–20  | Ligue 1  | 7         | 3         | 0                | 0                | —          | —          | 7        | 3        |
| Reims    | 2020–21  | Ligue 1  | 33        | 4         | 1                | 0                | 2          | 0          | 36       | 4        |
| Reims    | 2021–22  | Ligue 1  | 21        | 2         | 1                | 0                | —          | —          | 22       | 2        |
| Reims    | 2022–23  | Ligue 1  | 3         | 0         | 0                | 0                | —          | —          | 3        | 0        |
| Almería  | 2022–23  | La Liga  | 21        | 7         | 1                | 0                | —          | —          | 22       | 7        |
| Atalanta | 2023–24  | Serie A  | 11        | 2         | 2                | 0                | 4          | 1          | 17       | 3        |
| Összesen | Összesen | Összesen | 96        | 18        | 5                | 0                | 6          | 1          | 107      | 19       |

### A válogatottban
| Válogatott | Év       | Pályára lépés | Gól |
| ---------- | -------- | ------------- | --- |
| Mali       | 2020     | 3             | 2   |
| Mali       | 2021     | 6             | 0   |
| Mali       | 2022     | 6             | 3   |
| Mali       | 2024     | 4             | 2   |
| Összesen   | Összesen | 19            | 7   |

#### Góljai a válogatottban
| # | Időpont              | Helyszín                                        | Ellenfél   | Gólok | Eredmény | Kiírás                                    |
| - | -------------------- | ----------------------------------------------- | ---------- | ----- | -------- | ----------------------------------------- |
| 1 | 2020. október 9.     | Emirhan Sport Center Stadion, Side, Törökország | Ghána      | 2–0   | 3–0      | Barátságos mérkőzés                       |
| 2 | 2020. november 13.   | Stade du 26 Mars, Bamako, Mali                  | Namíbia    | 1–0   | 1–0      | 2021-es afrikai nemzetek kupája-selejtező |
| 3 | 2022. június 4.      | Stade du 26 Mars, Bamako, Mali                  | Kongó      | 2–0   | 4–0      | 2023-as afrikai nemzetek kupája-selejtező |
| 4 | 2022. június 4.      | Stade du 26 Mars, Bamako, Mali                  | Kongó      | 3–0   | 4–0      | 2023-as afrikai nemzetek kupája-selejtező |
| 5 | 2022. szeptember 23. | Stade du 26 Mars, Bamako, Mali                  | Zambia     | 1–0   | 1–0      | Barátságos mérkőzés                       |
| 6 | 2024. március 22.    | Stade de Marrakech, Marrákes, Marokkó           | Mauritánia | 2–0   | 2–0      | Barátságos mérkőzés                       |
| 7 | 2024. március 26.    | Stade de Marrakech, Marrákes, Marokkó           | Nigéria    | 1–0   | 2–0      | Barátságos mérkőzés                       |

## Sikerei, díjai

### Klub
- Atalanta
  - Európa-liga: 2023–24

### Válogatott
- Mali U20
  - U20-as Afrikai nemzetek kupája: 2019